# Cantone di Felletin
Il Cantone di Felletin è una divisione amministrativa dell'arrondissement di Aubusson.
A seguito della riforma approvata con decreto del 17 febbraio 2014, che ha avuto attuazione dopo le elezioni dipartimentali del 2015, è passato da 9 a 19 comuni.

## Composizione
I 9 comuni facenti parte prima della riforma del 2014 erano:
- Croze
- Felletin
- Moutier-Rozeille
- Poussanges
- Sainte-Feyre-la-Montagne
- Saint-Frion
- Saint-Quentin-la-Chabanne
- Saint-Yrieix-la-Montagne
- Vallière

Dal 2015 i comuni appartenenti al cantone sono i seguenti 19:
- Croze
- Faux-la-Montagne
- Felletin
- Féniers
- Gentioux-Pigerolles
- Gioux
- Le Monteil-au-Vicomte
- Moutier-Rozeille
- La Nouaille
- Poussanges
- Royère-de-Vassivière
- Saint-Frion
- Saint-Marc-à-Loubaud
- Saint-Martin-Château
- Saint-Quentin-la-Chabanne
- Saint-Yrieix-la-Montagne
- Sainte-Feyre-la-Montagne
- Vallière
- La Villedieu